# Ulica Ignacego Paderewskiego w Poznaniu
Ulica Ignacego Paderewskiego – ulica w Poznaniu biegnąca od Starego Rynku w kierunku zachodnim. Wytyczona w 1838 roku. Do 1919 nosiła nazwę: Neuestrasse, 1919–1939: Nowa, 1939-1945: Neuestrasse, od 1945: Paderewskiego.
W okresie przed lokacją lewobrzeżnego Poznania, przebiegał w tym rejonie trakt łączący osadę Świętego Marcina z osadą Świętego Gotarda i Ostrowem Tumskim. Na osi obecnej ulicy, od strony Starego Rynku, stała XV-wieczna kamienica, będąca fragmentem zachodniej rynkowej pierzei. 
Ulica powstała w wyniku zliberalizowania zasad przestrzennych kształtowania miasta po 1838, kiedy to magistrat poznański nabył możliwość swobodnego rozbudowywania i przebudowywania układu przestrzennego w obrębie murów fortecznych. Możliwe stało się wygodne połączenia Starego Rynku z placem Wilhelmowskim (Wolności), gdyż dotąd chodzono naokoło – zwykle przez ulice Wrocławską i Podgórną. Była to pierwsza nowo wytyczona ulica miejska od 1815, stąd początkowa nazwa Nowa.
Podczas budowy wyburzono nie tylko kamienicę rynkową, ale wykonano bardzo poważne prace niwelacyjne, obniżając teren miejscami nawet o trzy metry (przy gmachu Muzeum Narodowego). Zasypano też fosę, zniszczono ogrody klasztorne i wyburzono dwie linie murów miejskich.
Od 2006 roku ulicą Paderewskiego biegnie kontrapas dla rowerów. Znajduje się tu także postój taksówek.